# تیم مک‌اینرنی
تیم مک‌اینرنی (انگلیسی: Tim McInnerny؛ زادهٔ ۱۸ سپتامبر ۱۹۵۶) یک هنرپیشه رادیو، تلویزیون، تئاتر و سینما اهل بریتانیا است. وی از سال ۱۹۸۳ میلادی تاکنون مشغول فعالیت بوده‌است.

## گزیدهٔ آثار

### سینما
- جانی اینگلیش دوباره متولد می‌شود (۲۰۱۱)
- مرگ سیاه (۲۰۱۰)
- کازانووا (۲۰۰۵)
- ۱۰۲ سگ خالدار (۲۰۰۰)
- معامله‌گر سرکش (۱۹۹۹)
- ناتینگ هیل (۱۹۹۹)
- ۱۰۱ سگ خالدار (۱۹۹۶)
- وتربی (۱۹۸۵)

### تلویزیون
- در بی‌خبری (۲۰۱۷)
- شرلوک (۲۰۱۶)
- حمله متقابل (۲۰۱۵)
- غریبه (۲۰۱۴)
- آدمکشان میدسامر (۲۰۱۰)
- شیادها (۲۰۰۹)
- محاکمه و مجازات (۲۰۰۹)
- معشوقه شیطان (۲۰۰۸)
- دکتر هو (۲۰۰۸)
- ام آی فایو (۲۰۰۴)
- مارپل آگاتا کریستی (۲۰۰۴)
- باروت، خیانت و دسیسه (۲۰۰۴)
- لبه تاریکی (۱۹۸۵)
- ماجراهای شرلوک هلمز (۱۹۸۴)